# خطوط إبطية
الخطوط الإبطية وهي الخط الإبطي الأمامي، وخط منتصف الإبط، والخط الإبطي الخلفي.
الخط الإبطي الأمامي هو خطٌ إكليلي على الجذع الأمامي، وتُميزهُ الطية الإبطية الأمامية، وهو خطٌ تخيلي يسير إلى الأسفل من نقطة المنتصف بين الترقوة والنهاية الوحشية (الجانبية) للترقوة. في تخطيط كهربائية القلب، يُوضع V5 على الخط الإبطي الأمامي أفقيًا مع V4.
خط منتصف الإبط هو خطٌ إكليلي على الجذع بين الخطوط الإبطية الأمامية والخلفية. يُعتبر علامةً مُميزة تستعمل في بزل الصدر، كما يوضع عليه V9 وV10 ي تخطيط كهربائية القلب.
الخط الإبطي الخلفي هو خطٌ إكليلي على الجذع الخلفي، وتُميزهُ الطية الإبطية الخلفية.

## صور إضافية

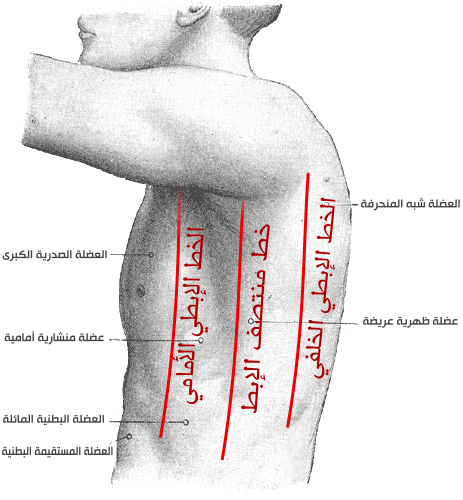
الجانب الأيسر للصدر وتظهر عليه الخطوط الإبطية